# Pequawkets

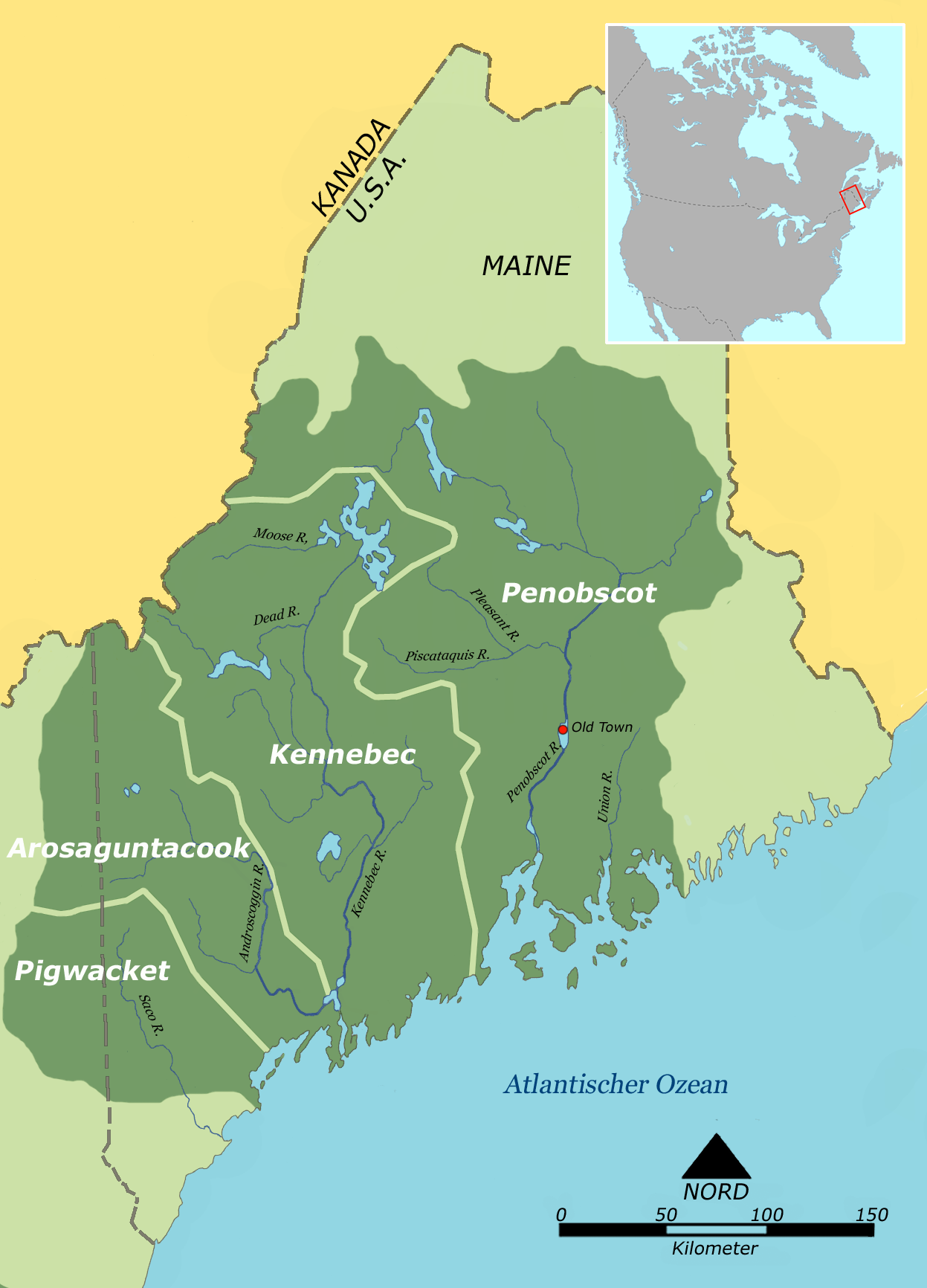
Localisation approximative du peuple pequawket (pigwacket) et d'autres groupes abenakis

Les Pequawkets (également orthographié Pigwacket, avec d'autres variantes), étaient les Abénakis de l'Est ou apíkwahki, « terre creuse ») sont un peuple amérindien aux États-Unis, sous-groupe du peuple abénaki qui vivait autrefois sur la rivière Saco au New Hampshire et au Maine. Pequawket est aussi le nom abénaki pour Fryeburg (Maine), et le nom abénaki pour Mont Kearsarge (New Hampshire).